# Individuální vzdělávací plán
Individuální vzdělávací plán, zkráceně IVP, je plán, který se stanoví žákovi za podmínek podle zákona č. 561/2004 Sb. o předškolním, základním, středním, vyšším odborném a jiném vzdělávání (školský zákon) a vyhlášky 27/2016 Sb. o vzdělávání žáků se speciálními vzdělávacími potřebami a žáků nadaných. Vychází z rámcového vzdělávacího programu rozpracovaného do příslušného školského vzdělávacího programu školy. Je vytvořen podle závěrů školského poradenského zařízení na základě speciálněpedagogického vyšetření, příp. vyšetření lékařského. Zpravidla jej vytváří třídní učitel, za vytvoření je odpovědný ředitel školy. Při jeho vytváření je důležitá součinnost s rodiči, příp. dalšími odborníky. Vypracovaný plán je platný teprve po odsouhlasení rodičem. Individuální vzdělávací plán je součástí povinné dokumentace žáka. IVP může být vytvořen i z jiných závažných důvodů, než jsou speciální vzdělávací potřeby, např. z důvodů dlouhodobé nemoci nebo pro žáky, kteří jsou výkonnostními sportovci.

## Obsah IVP
Obsah IVP je dán platnou legislativou, forma však vychází ze zvyklostí konkrétní školy. Povinnou součástí jsou údaje o obsahu, rozsahu, průběhu a způsobu poskytování individuální speciálněpedagogické nebo psychologické péče včetně zdůvodnění. IVP také zahrnuje cíle vzdělávání žáka, časové a obsahové rozvržení učiva, pedagogické postupy, způsob zadávání a plnění úkolů i způsob hodnocení žáka. Uvádí se i případnou potřebu dalšího pedagogického pracovníka (např. asistent pedagoga) či jiné osoby podílející se na práci se žákem a její rozsah (např. osobní asistent žáka).